# Canoinhas Atlético Clube
Canoinhas Atlético Clube foi um clube de futebol brasileiro, originalmente sediado em Canoinhas, Santa Catarina. Participou da Segunda Divisão do Campeonato Catarinense em 1987, e voltou anos depois em 2011 com uma parceria com o Esporte Clube Biguaçu que mudou de nome.
Fundado em 16 de junho de 2011, sob o nome de Esporte Clube Biguaçu, em seu ano inicial conquistou a Divisão de Acesso do Campeonato Catarinense (atual Série C). Em 2012, já na divisão de acesso (atual Série B), realizou uma campanha mediana ficando na sexta colocação.
Em 2013, alegando falta de investimentos da região, o clube mudou-se para a cidade de Canoinhas, reativando o nome fantasia do extinto Clube Atlético Canoinhasc. Na disputa da divisão de acesso acabou ficando na 7º colocação. Em 2014, o Canoinhas Atlético Clube, popular CAC, realizou novamente uma péssima campanha ficando nas últimas posições.
Utilizando o mesmo CNPJ do ano de fundação, em 2015 o CAC muda para a cidade de Mafra com o apoio do governo municipal e de empresários locais, agora com uma nova razão social, sob o nome de Esporte Clube Operário de Mafra, herdando assim a torcida do tradicional Clube Atlético Operário. Com essa dominação, o clube irá disputar o Campeonato Catarinense - Série B.

## Títulos
- Divisão de Acesso do Campeonato Catarinense - 2011 (como EC Biguaçu)